# Janay Soukup
Cynthia "Janay" Soukup, född DeLoach den 12 oktober 1985 i Panama City i Florida, är en amerikansk före detta friidrottare som tävlade i längdhopp och korta häckdistanser.
Soukup tog brons i längdhopp vid olympiska sommarspelen 2012 i London och silver vid inomhus-VM samma år i Istanbul.

## Uppväxt
Soukups far var militär och arbetade på flera olika militärbaser under hennes uppväxt. Hon gick på high school på Eielson Air Force Base i Alaska, där hon tog studenten 2003. Hon satte nytt delstatsrekord i längdhopp för high school-elever med 5,92 meter.

## Karriär
Soukup studerade 2003–2008 vid Colorado State University och tävlade för universitetets idrottsförening Colorado State Rams. Där satte hon flera skolrekord, bland annat i längdhopp. Sommaren 2007 tävlade hon i längdhopp vid panamerikanska spelen i Rio de Janeiro, där hon blev tia.
2011 blev Soukup för första gången amerikansk mästare när hon vid inomhusmästerskapen tog hem segern i längdhopp på det nya personliga rekordet 6,99 meter. Vid VM samma år i Daegu kom hon femma på 6,56 meter (hon kom ursprungligen sexa, men silvermedaljören Olga Kutjerenko diskades flera år senare på grund av dopning).

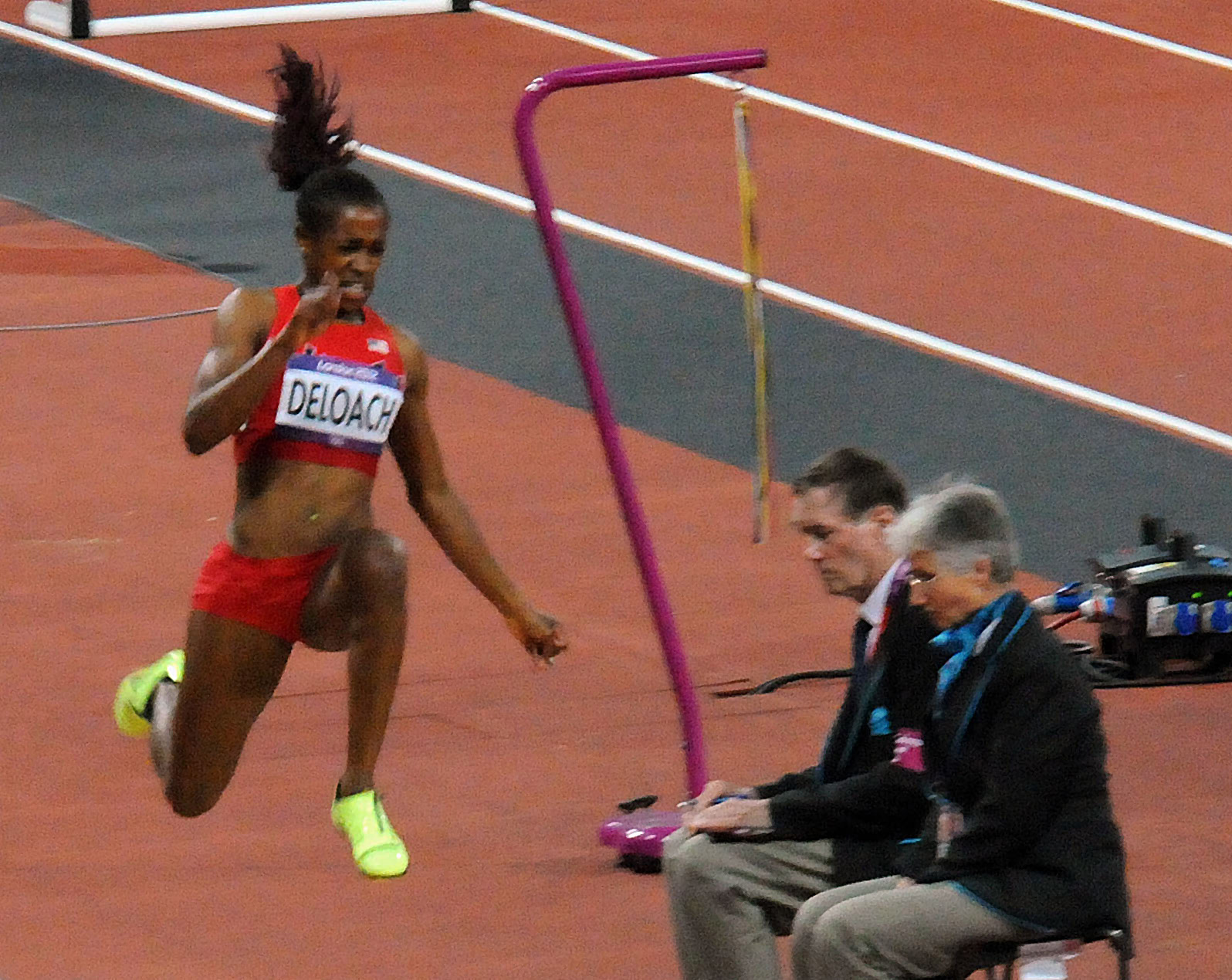
Soukup, som då hette DeLoach, gör ett hopp under OS 2012 i London, där hon tog brons.

Soukup vann 2012 för andra året i rad längdhoppstävlingen vid de amerikanska inomhusmästerskapen, denna gång på 6,89 meter. Bara ett par veckor senare tog hon silver vid inomhus-VM i Istanbul på 6,98 meter, 25 centimeter bakom den överlägsna landsmaninnan Brittney Reese. Under sommaren kvalificerade hon sig för OS i London genom att komma trea i de amerikanska mästerskapen. I den tävlingen hoppade hon det längsta hoppet under karriären i godkänd vind – 7,03 meter. Väl i OS hoppade hon hem bronset, efter Reese och ryskan Jelena Sokolova, med ett hopp på 6,89 meter.
Soukup blev amerikansk längdhoppsmästare inomhus 2013, och tog därmed hem den titeln för tredje året i rad. Segerhoppet mätte 6,80 meter. Hon tävlade även i 60 meter häck i samma mästerskap. I början av sommaren vann hon för första och enda gången den amerikanska längdhoppstiteln utomhus, med ett hopp på 6,89 meter. Senare samma sommar tävlade hon vid VM i Moskva, där hon dock hade en dålig dag och inte förmådde hoppa längre än 6,44 meter i finalen.
Vid de amerikanska inomhusmästerskapen 2014 kom Soukup tvåa på 60 meter häck på 7,82 sekunder. Strax efter det tävlade hon vid inomhus-VM i Sopot i samma gren och kom femma på 7,90 sekunder.
Soukup var tillbaka i längdhoppsgropen vid VM 2015 i Peking, men fick där nöja sig med en åttondeplats med ett bästa hopp på 6,67 meter.
Soukup kvalificerade sig för OS 2016 i Rio de Janeiro genom att komma trea i de amerikanska OS-uttagningarna på 6,93 meter. I OS misslyckades hon dock att ta sig till final då hon bara mäktade med 6,50 meter i kvalet, tre centimeter från att gå vidare.
Vid de amerikanska utomhusmästerskapen 2017 tävlade Soukup i 100 meter häck, men kom inte längre än till semifinal.
I januari 2018 meddelade Soukup att hon avslutade karriären för att bilda familj. Hon var då gravid med sitt första barn.

## Efter karriären
Soukup har efter karriären arbetat som arbetsterapeut, vilket hon utbildade sig till vid Colorado State University.

## Privatliv
Soukup har tre barn tillsammans med maken Patrick (som hon skilt sig från och gift om sig med) – Nola, Rocky och Voome. Hon bor i Fort Collins i Colorado.

## Personliga rekord
- Längdhopp – 7,03 meter (1 juli 2012 i Eugene)
- 60 meter häck – 7,82 sekunder (23 februari 2014 i Albuquerque)
- 100 meter häck – 12,83 sekunder (24 juni 2017 i Sacramento & 6 juli 2017 i New York)